# Боґуславиці (Радомський повіт)
Боґуславиці (пол. Bogusławice) — село в Польщі, у гміні Скаришев Радомського повіту Мазовецького воєводства.
Населення — 162 особи (2011).
У 1975-1998 роках село належало до Радомського воєводства.

## Демографія
Демографічна структура станом на 31 березня 2011 року:
|          | Загалом | Допрацездатний вік | Працездатний вік | Постпрацездатний вік |
| -------- | ------- | ------------------ | ---------------- | -------------------- |
| Чоловіки | 87      | 21                 | 57               | 9                    |
| Жінки    | 75      | 16                 | 43               | 16                   |
| Разом    | 162     | 37                 | 100              | 25                   |